# Фризюк Роман Володимирович
Роман Володимирович Фризюк (1998—2025) — молодший сержант Національної гвардії України, учасник російсько-української війни.

## Життєпис
Народився 1998 року на Вінниччині, проживав у селі Вахнівка.
Проходив службу у 3-у розвідувальному взводі Національної гвардії України.
Загинув 1 серпня 2025 року поблизу села Заповідне Донецької області. 

## Нагороди
- Орден «За мужність» III ступеня (2 грудня 2024) — за особисту мужність, виявлену в захисті державного суверенітету та територіальної цілісності України, самовіддане служіння Українському народові[4].